# 19e législature du Canada

La distribution initiale des sièges aux débuts de la du Canada

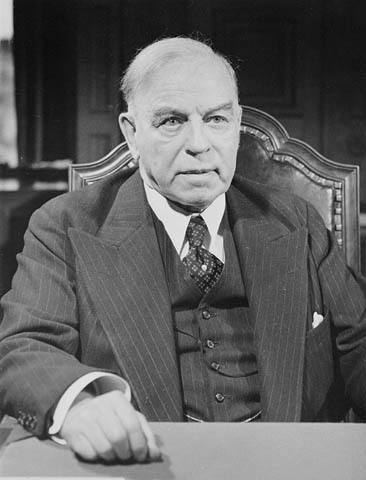
William Lyon Mackenzie King fut premier ministre durant la.

La 19e législature du Canada fut en session du 16 mai 1940 au 16 avril 1945. Sa composition fut déterminée par les élections de 1940, tenues le 26 mars 1940, et fut légèrement modifiée par des démissions et des élections partielles organisées avant les élections de 1945. 
Cette législature fut dirigée par une majorité parlementaire contrôlée par le Parti libéral et son chef William Lyon Mackenzie King. L'Opposition officielle fut représentée par le parti Gouvernement national (nom sous lequel se présente le Parti conservateur se présenta en 1940), représentée en chambre d'abord par Richard Hanson et Gordon Graydon et dirigée successivement par Robert Manion, Arthur Meighen et John Bracken qui n'eurent aucun siège au parlement. Lorsque Bracken devint chef, le changea de nom pour devenir le Parti progressiste-conservateur.
Le Président fut James Allison Glen.
Voici les 6 session parlementaire de la 19e législature:
| Session | Début           | Fin             |
| ------- | --------------- | --------------- |
| 1re     | 16 mai 1940     | 5 novembre 1940 |
| 2e      | 7 novembre 1940 | 21 janvier 1942 |
| 3e      | 22 janvier 1942 | 27 janvier 1943 |
| 4e      | 28 janvier 1943 | 26 janvier 1944 |
| 5e      | 27 janvier 1944 | 31 janvier 1945 |
| 6e      | 19 mars 1945    | 16 avril 1945   |

## Liste des députés
Les circonscriptions marquées d'un astérisque (*) indiquent qu'elles sont représentées par deux députés.

### Alberta
| Circonscription | Circonscription | Nom                                                  | Parti               |
| --------------- | --------------- | ---------------------------------------------------- | ------------------- |
| Acadia          |                 | Victor Quelch                                        | Crédit social       |
| Athabaska       |                 | Joseph Miville Dechene                               | Libéral             |
| Battle River    |                 | Robert Fair                                          | Crédit social       |
| Bow River       |                 | Charles Edward Johnston                              | Crédit social       |
| Calgary-Est     |                 | George Henry Ross                                    | Libéral             |
| Calgary-Ouest   |                 | Manley Justin Edwards                                | Libéral             |
| Camrose         |                 | James Alexander Marshall                             | Crédit social       |
| Edmonton-Est    |                 | Frederick Clayton Casselman (décédé le 20 mars 1941) | Libéral             |
| Edmonton-Est    |                 | Cora Taylor Casselman (élection partielle en 1941)   | Libéral             |
| Edmonton-Ouest  |                 | James Angus MacKinnon                                | Libéral             |
| Jasper—Edson    |                 | Walter Frederick Kuhl                                | Nouvelle démocratie |
| Lethbridge      |                 | John Horne Blackmore                                 | Crédit social       |
| Macleod         |                 | Ernest George Hansell                                | Crédit social       |
| Medicine Hat    |                 | Frederick William Gershaw                            | Libéral             |
| Peace River     |                 | John Sissons                                         | Libéral             |
| Red Deer        |                 | Frederick Davis Shaw                                 | Crédit social       |
| Vegreville      |                 | Anthony Hlynka                                       | Crédit social       |
| Wetaskiwin      |                 | Norman Jaques                                        | Crédit social       |

### Colombie-Britannique
| Circonscription   | Circonscription | Nom                            | Parti                 |
| ----------------- | --------------- | ------------------------------ | --------------------- |
| Cariboo           |                 | James Gray Turgeon             | Libéral               |
| Comox—Alberni     |                 | Alan Webster Neill             | Indépendant           |
| Fraser Valley     |                 | George Alexander Cruickshank   | Libéral               |
| Kamloops          |                 | Thomas James O'Neill           | Libéral               |
| Kootenay-Est      |                 | George Ernest Lawson Mackinnon | Gouvernement national |
| Kootenay-Ouest    |                 | William Kemble Esling          | Gouvernement national |
| Nanaimo           |                 | Alan Chambers                  | Libéral               |
| New Westminster   |                 | Thomas Reid                    | Libéral               |
| Skeena            |                 | Olof Hanson                    | Libéral               |
| Vancouver—Burrard |                 | Gerald Grattan McGeer          | Libéral               |
| Vancouver-Centre  |                 | Ian Alistair Mackenzie         | Libéral               |
| Vancouver-Est     |                 | Angus MacInnis                 | C.C.F.                |
| Vancouver-Nord    |                 | James Sinclair                 | Libéral               |
| Vancouver-Sud     |                 | Howard Charles Green           | Gouvernement national |
| Victoria          |                 | Robert Wellington Mayhew       | Libéral               |
| Yale              |                 | Grote Stirling                 | Gouvernement national |

### Île-du-Prince-Édouard
| Circonscription | Circonscription | Nom                  | Parti   |
| --------------- | --------------- | -------------------- | ------- |
| King's          |                 | Thomas Vincent Grant | Libéral |
| Prince          |                 | James Layton Ralston | Libéral |
| Queen's*        |                 | James Lester Douglas | Libéral |
| Queen's*        |                 | Cyrus Macmillan      | Libéral |

### Manitoba
| Circonscription      | Circonscription | Nom                                              | Parti                 |
| -------------------- | --------------- | ------------------------------------------------ | --------------------- |
| Brandon              |                 | James Ewen Matthews                              | Libéral               |
| Churchill            |                 | Thomas Crerar                                    | Libéral               |
| Dauphin              |                 | William John Ward                                | Libéral               |
| Lisgar               |                 | Howard Waldemar Winkler                          | Libéral               |
| Macdonald            |                 | William Gilbert Weir                             | Libéral-progressiste  |
| Marquette            |                 | James Allison Glen                               | Libéral-progressiste  |
| Neepawa              |                 | Frederick Donald Mackenzie                       | Libéral               |
| Portage la Prairie   |                 | Harry Leader                                     | Libéral               |
| Provencher           |                 | René Jutras                                      | Libéral               |
| Selkirk              |                 | Joseph Thorarinn Thorson (au 6 octobre 1942)     | Libéral               |
| Selkirk              |                 | William Bryce (by-election of 9 August 1943)     | C.C.F.                |
| Souris               |                 | James Arthur Ross                                | Gouvernement national |
| Springfield          |                 | John Mouat Turner                                | Libéral               |
| Saint-Boniface       |                 | John Power Howden                                | Libéral               |
| Winnipeg-Nord-Centre |                 | James Shaver Woodsworth (décédé le 21 mars 1942) | C.C.F.                |
| Winnipeg-Nord-Centre |                 | Stanley Knowles (by-election of 1942-11-30)      | C.C.F.                |
| Winnipeg-Nord        |                 | Charles Stephen Booth                            | Libéral               |
| Winnipeg-Sud         |                 | Leslie Alexander Mutch                           | Libéral               |
| Winnipeg-Sud-Centre  |                 | Ralph Maybank                                    | Libéral               |

### Nouveau-Brunswick
| Circonscription       | Circonscription | Nom                    | Parti                 |
| --------------------- | --------------- | ---------------------- | --------------------- |
| Charlotte             |                 | Burton Maxwell Hill    | Libéral               |
| Gloucester            |                 | Clarence Veniot        | Libéral               |
| Kent                  |                 | Aurèle Léger           | Libéral               |
| Northumberland        |                 | Joseph Leonard O'Brien | Gouvernement national |
| Restigouche—Madawaska |                 | Joseph-Enoïl Michaud   | Libéral               |
| Royal                 |                 | Alfred Johnson Brooks  | Gouvernement national |
| Saint-Jean—Albert     |                 | Douglas King Hazen     | Gouvernement national |
| Victoria—Carleton     |                 | Heber Harold Hatfield  | Gouvernement national |
| Westmorland           |                 | Henry Read Emmerson    | Libéral               |
| York—Sunbury          |                 | Richard Burpee Hanson  | Gouvernement national |

### Nouvelle-Écosse
| Circonscription          | Circonscription | Nom                        | Parti                 |
| ------------------------ | --------------- | -------------------------- | --------------------- |
| Antigonish—Guysborough   |                 | James Ralph Kirk           | Libéral               |
| Cap-Breton-Victoria-Nord |                 | Matthew Maclean            | Libéral               |
| Cap-Breton-Sud           |                 | Clarence Gillis            | C.C.F.                |
| Colchester—Hants         |                 | Gordon Timlin Purdy        | Libéral               |
| Cumberland               |                 | Percy Chapman Black        | Gouvernement national |
| Digby—Annapolis—Kings    |                 | James Lorimer Ilsley       | Libéral               |
| Halifax*                 |                 | Gordon Benjamin Isnor      | Libéral               |
| Halifax*                 |                 | William Chisholm Macdonald | Libéral               |
| Inverness—Richmond       |                 | Moses Elijah McGarry       | Libéral               |
| Pictou                   |                 | Henry Byron McCulloch      | Libéral               |
| Queens—Lunenburg         |                 | John James Kinley          | Libéral               |
| Shelburne—Yarmouth—Clare |                 | Vincent-Joseph Pottier     | Libéral               |

### Ontario
| Circonscription       | Circonscription | Nom                                                       | Parti                     |
| --------------------- | --------------- | --------------------------------------------------------- | ------------------------- |
| Algoma-Est            |                 | Thomas Farquhar                                           | Libéral                   |
| Algoma-Ouest          |                 | George Ewart Nixon                                        | Libéral                   |
| Brantford City        |                 | William Ross Macdonald                                    | Libéral                   |
| Brant                 |                 | George Ernest Wood                                        | Libéral                   |
| Broadview             |                 | Thomas Langton Church                                     | Gouvernement national     |
| Bruce                 |                 | William Rae Tomlinson                                     | Libéral                   |
| Carleton              |                 | Alonzo Bowen Hyndman (décédé le 9 avril 1940)             | Gouvernement national     |
| Carleton              |                 | George Russell Boucher (élection partielle en 1940)       | Gouvernement national     |
| Cochrane              |                 | Joseph-Arthur Bradette                                    | Libéral                   |
| Danforth              |                 | Joseph Henry Harris                                       | Gouvernement national     |
| Davenport             |                 | John Ritchie MacNicol                                     | Gouvernement national     |
| Dufferin—Simcoe       |                 | William Earl Rowe                                         | Gouvernement national     |
| Durham                |                 | Wilbert Franklin Rickard                                  | Libéral                   |
| Eglinton              |                 | Frederick George Hoblitzell                               | Libéral                   |
| Elgin                 |                 | Wilson Henry Mills                                        | Libéral                   |
| Essex-Est             |                 | Paul Joseph James Martin                                  | Libéral                   |
| Essex-Sud             |                 | Stuart Murray Clark                                       | Libéral                   |
| Essex-Ouest           |                 | Norman Alexander McLarty                                  | Libéral                   |
| Fort-William          |                 | Daniel McIvor                                             | Libéral                   |
| Frontenac—Addington   |                 | Wilbert Ross Aylesworth                                   | Gouvernement national     |
| Glengarry             |                 | William Burton Macdiarmid                                 | Libéral                   |
| Greenwood             |                 | Denton Massey                                             | Gouvernement national     |
| Grenville—Dundas      |                 | Arza Clair Casselman                                      | Gouvernement national     |
| Grey—Bruce            |                 | Walter Harris                                             | Libéral                   |
| Grey-Nord             |                 | William Pattison Telford (démissionne le 9 décembre 1944) | Libéral                   |
| Grey-Nord             |                 | Wilfrid Garfield Case (élection partielle en 1945)        | Progressiste-conservateur |
| Haldimand             |                 | Mark Cecil Senn                                           | Gouvernement national     |
| Halton                |                 | Hughes Cleaver                                            | Libéral                   |
| Hamilton-Est          |                 | Thomas Hambly Ross                                        | Libéral                   |
| Hamilton-Ouest        |                 | Colin Gibson                                              | Libéral                   |
| Hastings—Peterborough |                 | George Stanley White                                      | Gouvernement national     |
| Hastings-Sud          |                 | George Henry Stokes                                       | Gouvernement national     |
| High Park             |                 | Alexander James Anderson                                  | Gouvernement national     |
| Huron-Nord            |                 | Lewis Elston Cardiff                                      | Gouvernement national     |
| Huron—Perth           |                 | William Henry Golding                                     | Libéral                   |
| Kenora—Rainy River    |                 | Hugh Bathgate McKinnon                                    | Libéral                   |
| Kent                  |                 | Clayton Earl Desmond                                      | Gouvernement national     |
| Kingston-City         |                 | Norman McLeod Rogers (décédé le 10 juin 1940)             | Libéral                   |
| Kingston-City         |                 | Angus Lewis Macdonald (élection partielle en 1940)        | Libéral                   |
| Lambton—Kent          |                 | Hugh Alexander Mackenzie                                  | Libéral-progressiste      |
| Lambton-Ouest         |                 | Ross Wilfred Gray                                         | Libéral                   |
| Lanark                |                 | Bert H. Soper                                             | Libéral                   |
| Leeds                 |                 | George Taylor Fulford                                     | Libéral                   |
| Lincoln               |                 | Norman James Macdonald Lockhart                           | Gouvernement national     |
| London                |                 | Joseph Allan Johnston                                     | Libéral                   |
| Middlesex-Est         |                 | Duncan Graham Ross                                        | Libéral                   |
| Middlesex-Ouest       |                 | Robert McCubbin                                           | Libéral                   |
| Muskoka—Ontario       |                 | Stephen Joseph Furniss                                    | Libéral                   |
| Nipissing             |                 | Joseph Raoul Hurtubise                                    | Libéral                   |
| Norfolk               |                 | William Horace Taylor                                     | Libéral                   |
| Northumberland        |                 | William Alexander Fraser                                  | Libéral                   |
| Ontario               |                 | William Henry Moore                                       | Libéral                   |
| Ottawa-Est            |                 | Joseph Albert Pinard                                      | Libéral                   |
| Ottawa-Ouest          |                 | George McIlraith                                          | Libéral                   |
| Oxford                |                 | Almon Secord Rennie                                       | Libéral                   |
| Parkdale              |                 | Herbert Alexander Bruce                                   | Gouvernement national     |
| Parry Sound           |                 | Arthur Graeme Slaght                                      | Libéral                   |
| Peel                  |                 | Gordon Graydon                                            | Gouvernement national     |
| Perth                 |                 | Frederick George Sanderson                                | Libéral                   |
| Peterborough-Ouest    |                 | Gordon Knapman Fraser                                     | Gouvernement national     |
| Port Arthur           |                 | Clarence Decatur Howe                                     | Libéral                   |
| Prescott              |                 | Elie-Oscar Bertrand                                       | Libéral                   |
| Prince Edward—Lennox  |                 | George James Tustin                                       | Gouvernement national     |
| Renfrew-Nord          |                 | Ralph Melville Warren                                     | Libéral                   |
| Renfrew-Sud           |                 | James Joseph McCann                                       | Libéral                   |
| Rosedale              |                 | Harry Jackman                                             | Gouvernement national     |
| Russell               |                 | Alfred Goulet                                             | Libéral                   |
| Simcoe-Est            |                 | George Alexander McLean                                   | Libéral                   |
| Simcoe-Nord           |                 | Duncan Fletcher McCuaig                                   | Libéral                   |
| Spadina               |                 | Samuel Factor                                             | Libéral                   |
| Stormont              |                 | Lionel Chevrier                                           | Libéral                   |
| St. Paul's            |                 | Douglas Ross                                              | Gouvernement national     |
| Timiskaming           |                 | Walter Little                                             | Libéral                   |
| Trinity               |                 | Arthur Roebuck                                            | Libéral                   |
| Victoria              |                 | Thomas Bruce McNevin                                      | Libéral                   |
| Waterloo-Nord         |                 | William Daum Euler (nommé au Sénat)                       | Libéral                   |
| Waterloo-Nord         |                 | Louis Orville Breithaupt (élection partielle en 1940)     | Libéral                   |
| Waterloo-Sud          |                 | Karl Kenneth Homuth                                       | Gouvernement national     |
| Welland               |                 | Arthur Byron Damude (décédé le 15 septembre 1941)         | Libéral                   |
| Welland               |                 | Humphrey Mitchell (élection partielle en 1942)            | Libéral                   |
| Wellington-Nord       |                 | John Knox Blair                                           | Libéral                   |
| Wellington-Sud        |                 | Robert William Gladstone                                  | Libéral                   |
| Wentworth             |                 | Ellis Hopkins Corman                                      | Libéral                   |
| York-Est              |                 | Robert Henry McGregor                                     | Gouvernement national     |
| York-Nord             |                 | William Pate Mulock                                       | Libéral                   |
| York-Ouest            |                 | Agar Rodney Adamson                                       | Gouvernement national     |
| York-Sud              |                 | Alan Cockeram (démissionne)                               | Gouvernement national     |
| York-Sud              |                 | Joseph William Noseworthy (élection partielle en 1942)    | C.C.F.                    |

### Québec
| Circonscription                  | Circonscription | Nom                                                     | Parti                     |
| -------------------------------- | --------------- | ------------------------------------------------------- | ------------------------- |
| Argenteuil                       |                 | James Wright McGibbon                                   | Libéral                   |
| Beauce                           |                 | Édouard Lacroix                                         | Libéral                   |
| Beauharnois—Laprairie            |                 | Maxime Raymond                                          | Libéral                   |
| Bellechasse                      |                 | Louis-Philippe Picard                                   | Libéral                   |
| Berthier—Maskinongé              |                 | J.-Émile Ferron                                         | Libéral                   |
| Bonaventure                      |                 | Joseph Alphée Poirier                                   | Libéral                   |
| Brome—Missisquoi                 |                 | Maurice Hallé                                           | Libéral                   |
| Cartier                          |                 | Peter Bercovitch (décédé le 26 décembre 1942)           | Libéral                   |
| Cartier                          |                 | Fred Rose (élection partielle en 1943)                  | Progressiste-travailliste |
| Chambly—Rouville                 |                 | Vincent Dupuis                                          | Libéral                   |
| Champlain                        |                 | Hervé-Edgar Brunelle                                    | Libéral                   |
| Chapleau                         |                 | Hector Authier                                          | Libéral                   |
| Charlevoix—Saguenay              |                 | Pierre-François Casgrain (au 15 décembre 1941)          | Libéral                   |
| Charlevoix—Saguenay              |                 | Frédéric Dorion (élection partielle en 1942)            | Indépendant               |
| Châteauguay—Huntingdon           |                 | Donald Elmer Black                                      | Libéral                   |
| Chicoutimi                       |                 | Julien-Édouard-Alfred Dubuc                             | Libéral                   |
| Compton                          |                 | Joseph-Adéodat Blanchette                               | Libéral                   |
| Dorchester                       |                 | Léonard-David Sweezey Tremblay                          | Libéral                   |
| Drummond—Arthabaska              |                 | Armand Cloutier                                         | Libéral                   |
| Gaspé                            |                 | Joseph Sasseville Roy                                   | Conservateur              |
| Hochelaga                        |                 | Raymond Eudes                                           | Libéral                   |
| Hull                             |                 | Alphonse Fournier                                       | Libéral                   |
| Jacques-Cartier                  |                 | Elphège Marier                                          | Libéral                   |
| Joliette—L'Assomption—Montcalm   |                 | Charles-Édouard Ferland                                 | Libéral                   |
| Kamouraska                       |                 | Louis Philippe Lizotte                                  | Libéral                   |
| Labelle                          |                 | Maurice Lalonde                                         | Libéral                   |
| Lac-Saint-Jean—Roberval          |                 | Armand Sylvestre                                        | Libéral                   |
| Laurier                          |                 | Ernest Bertrand                                         | Libéral                   |
| Laval—Deux-Montagnes             |                 | Liguori Lacombe                                         | Libéral indépendant       |
| Lévis                            |                 | Maurice Bourget                                         | Libéral                   |
| Lotbinière                       |                 | Hugues Lapointe                                         | Libéral                   |
| Maisonneuve—Rosemont             |                 | Sarto Fournier                                          | Libéral                   |
| Matapédia—Matane                 |                 | Arthur-Joseph Lapointe                                  | Libéral                   |
| Mégantic—Frontenac               |                 | Joseph Lafontaine                                       | Libéral                   |
| Mercier                          |                 | Joseph Jean                                             | Libéral                   |
| Montmagny—L'Islet                |                 | Leo Kemner Laflamme                                     | Libéral                   |
| Mont-Royal                       |                 | Frederick Primrose Whitman                              | Libéral                   |
| Nicolet—Yamaska                  |                 | Lucien Dubois                                           | Libéral                   |
| Outremont                        |                 | Thomas Vien (démissionne le 5 octobre 1942)             | Libéral                   |
| Outremont                        |                 | Léo Richer Laflèche (élection partielle en 1942)        | Libéral                   |
| Pontiac                          |                 | Wallace Reginald McDonald                               | Libéral                   |
| Portneuf                         |                 | Pierre Gauthier                                         | Libéral                   |
| Québec—Montmorency               |                 | Wilfrid Lacroix                                         | Libéral                   |
| Québec-Est                       |                 | Ernest Lapointe (décédé le 26 novembre 1941)            | Libéral                   |
| Québec-Est                       |                 | Louis St. Laurent (élection partielle en 1942)          | Libéral                   |
| Québec-Sud                       |                 | Charles Gavan Power                                     | Libéral                   |
| Québec-Ouest-et-Sud              |                 | Charles Eugène Parent                                   | Libéral                   |
| Richelieu—Verchères              |                 | Pierre-Joseph-Arthur Cardin                             | Libéral                   |
| Richmond—Wolfe                   |                 | James Patrick Mullins                                   | Libéral                   |
| Rimouski                         |                 | Joseph-Émile-Stanislas-Émmanuel D'Anjou                 | Libéral                   |
| Sainte-Anne                      |                 | Thomas Patrick Healy                                    | Libéral                   |
| Saint-Antoine—Westmount          |                 | Douglas Charles Abbott                                  | Libéral                   |
| Saint-Denis                      |                 | Azellus Denis                                           | Libéral                   |
| Saint-Henri                      |                 | Joseph-Arsène Bonnier                                   | Libéral                   |
| Saint-Hyacinthe—Bagot            |                 | Joseph-Théophile-Adélard Fontaine                       | Libéral                   |
| Saint-Jacques                    |                 | Eugène Durocher                                         | Libéral                   |
| Saint-Jean—Iberville—Napierville |                 | Pierre Auguste Martial Rhéaume                          | Libéral                   |
| Saint-Laurent—Saint-Georges      |                 | Brooke Claxton                                          | Libéral                   |
| Sainte-Marie                     |                 | Hermas Deslauriers (décédé le 28 mai 1941)              | Libéral                   |
| Sainte-Marie                     |                 | Gaspard Fauteux (élection partielle en 1942)            | Libéral                   |
| Saint-Maurice—Laflèche           |                 | Joseph-Alphida Crête                                    | Libéral                   |
| Shefford                         |                 | Joseph-Hermas Leclerc                                   | Libéral                   |
| Sherbrooke                       |                 | Maurice Gingues                                         | Libéral                   |
| Stanstead                        |                 | Robert Greig Davidson (élection annulée en 24 mai 1943) | Libéral                   |
| Stanstead                        |                 | Joseph Armand Choquette (élection partielle en 1943)    | Bloc populaire            |
| Terrebonne                       |                 | Lionel Bertrand                                         | Libéral indépendant       |
| Trois-Rivières                   |                 | Robert Ryan                                             | Libéral                   |
| Témiscouata                      |                 | Jean-François Pouliot                                   | Libéral                   |
| Vaudreuil—Soulanges              |                 | Joseph Thauvette                                        | Libéral                   |
| Verdun                           |                 | Paul-Émile Côté                                         | Libéral                   |
| Wright                           |                 | Rodolphe Leduc                                          | Libéral                   |

### Saskatchewan
| Circonscription  | Circonscription | Nom                                                | Parti                 |
| ---------------- | --------------- | -------------------------------------------------- | --------------------- |
| Assiniboia       |                 | Jesse Pickard Tripp                                | Libéral               |
| Humboldt         |                 | Harry Raymond Fleming (décédé le 5 novembre 1942)  | Libéral               |
| Humboldt         |                 | Joseph William Burton (élection partielle en 1943) | C.C.F.                |
| Kindersley       |                 | Charles Albert Henderson                           | Libéral               |
| Lake Centre      |                 | John Diefenbaker                                   | Conservateur          |
| Mackenzie        |                 | Alexander Malcolm Nicholson                        | C.C.F.                |
| Maple Creek      |                 | Charles Robert Evans                               | Libéral               |
| Melfort          |                 | Percy Ellis Wright                                 | C.C.F.                |
| Melville         |                 | James Garfield Gardiner                            | Libéral               |
| Moose Jaw        |                 | John Gordon Ross                                   | Libéral               |
| North-Battleford |                 | Dorise Nielsen                                     | Unity                 |
| Prince Albert    |                 | William Lyon Mackenzie King                        | Libéral               |
| Qu'Appelle       |                 | Ernest Edward Perley                               | Gouvernement national |
| Regina City      |                 | Donald Alexander McNiven                           | Libéral               |
| Rosetown—Biggar  |                 | Major James Coldwell                               | C.C.F.                |
| Rosthern         |                 | Walter Adam Tucker                                 | Libéral               |
| Saskatoon City   |                 | Walter George Brown (mort le 1er avril 1940)       | United Reform         |
| Saskatoon City   |                 | Alfred Henry Bence (élection partielle en 1940)    | Conservateur          |
| Swift Current    |                 | Roy Theodore Graham                                | Libéral               |
| The Battlefords  |                 | John Albert Gregory                                | Libéral               |
| Weyburn          |                 | Tommy Douglas                                      | C.C.F.                |
| Wood Mountain    |                 | Thomas F. Donnelly                                 | Libéral               |
| Yorkton          |                 | George Hugh Castleden                              | C.C.F.                |

### Yukon
| Circonscription | Circonscription | Nom          | Parti                 |
| --------------- | --------------- | ------------ | --------------------- |
| Yukon           |                 | George Black | Gouvernement national |

## Sources
- Site web du Parlement du Canada

- (en) Cet article est partiellement ou en totalité issu de l’article de Wikipédia en anglais intitulé « 19th Canadian Parliament » (voir la liste des auteurs).